# Navarrés
Navarrés és un municipi del País Valencià de la comarca de la Canal de Navarrés.
Limita amb Bolbait, Xella i Quesa (a la mateixa comarca) i Sumacàrcer i Tous (a la Ribera Alta).

## Geografia
Navarrés està situat, al cor de la comarca, en els voltants del riu Grande. De l'entorn del riu destaca l'anomenada Ceja del Río Grande, una cresta boscosa en un dels costats del canyó que forma el riu, davall de la qual transcorre una carretera. Es tracta d'un recorregut d'excepcional bellesa des del qual es pot apreciar la impressionant massa boscosa de pinedes i matolls aromàtics.
En el nord-oest del terme municipal es troba la Presa d'Escalona, que recull aigua del riu Escalona, afluent del Xúquer, i recipient natural en el qual confluïxen les aigües del riu Grande, el riu Fraile i el Ludey. Prop d'eixe punt hi ha diverses coves d'interés turístic per l'excel·lent conservació d'estalactites i estalagmites: Avenc de Tous, Cova del Barber, entre d'altres.

### Nuclis
- Navarrés
- Playamonte

### Clima
El clima és mediterrani, amb cert matís continental, car l'oscil·lació tèrmica és de 15,5 °C. La temperatura mitjana anual és de 16,3 °C i les precipitacions totalitzen 433 mm irregularment distribuïdes al llarg de l'any, amb forta sequera estival.

## Història
L'Ereta del Pedregal, considerat un dels jaciments més importants de l'Eneolític a la Península i els diversos abrics i coves amb pintures rupestres des del Paleolític fins al Bronze són testimonis del pas de la Història pel municipi; més recentment, Navarrés era un poblat àrab ocupat per Jaume I (1208-1276), durant el seu setge a Xàtiva, en l'any 1244; els seus primers propietaris van ser els Llúria, després passà a Pasqual Maçana i, finalment, va ser adquirit per Jaume Castellà, el 1387; sent senyoriu de la família Tolsa va formar baronia amb Bolbait, Xella i Bicorb, la qual seria elevada per Felip II (1527-1598) al rang de marquesat, en 1560, acte en què la dona a Pere Galceran de Borja, mestre de l'orde de Montesa, lloc de moriscs restà deshabitat en 1609, no sense que hi haguera violentes revoltes com a resistència al decret d'expulsió; el senyor, nogensmenys, fou indemnitzat per la pèrdua demogràfica i, per tant, econòmica; altres famílies que han ostentat el marquesat han sigut els comtes d'Almenara, els barons de Gurrea, els barons de Pertusa, també marquesos de Cañizar; els marquesos de Lazan i, finalment, els comtes de Villapaterna.

## Demografia
| 1990  | 1992  | 1994  | 1996  | 1998  | 2000  | 2002  | 2004  | 2005  | 2007  |
| ----- | ----- | ----- | ----- | ----- | ----- | ----- | ----- | ----- | ----- |
| 2.840 | 2.827 | 2.763 | 2.772 | 2.748 | 2.744 | 2.882 | 2.929 | 2.969 | 3.068 |

## Economia
L'activitat econòmica del municipi es concentra en la ramaderia (conills i porcs, fonamentalment) i l'agricultura, en què destaca la recent proliferació d'hivernacles que han convertit el poble en un dels principals productors de flor del País Valencià; hi ha també magatzems d'alls. La indústria hi era escassa fins als anys setanta del segle XX i es fonamentava en la cistelleria. Després s'hi han instal·lat indústries de tèxtil, vidre, pastisseria, confecció, fusta, fusteria metàl·lica i altres.

## Alcaldia
Des de 2011 l'alcaldessa de Navarrés és Estela del Carmen Darocas Marín del Partit Popular (PP).
| Període                       | Alcalde o alcaldessa            | Partit polític | Data de possessió | Observacions |
| ----------------------------- | ------------------------------- | -------------- | ----------------- | ------------ |
| 1979–1983                     | Severino Argente Martínez       | PSPV-PSOE      | 19/04/1979        | --           |
| 1983–1987                     | Severino Argente Martínez       | PSPV-PSOE      | 28/05/1983        | --           |
| 1987–1991                     | Pablo Franco Blasco             | PSPV-PSOE      | 30/06/1987        | --           |
| 1991–1995                     | Salvador Ros Lorente            | PP             | 15/06/1991        | --           |
| 1995–1999                     | Salvador Ros Lorente            | PP             | 17/06/1995        | --           |
| 1999–2003                     | Salvador Ros Lorente            | PP             | 03/07/1999        | --           |
| 2003–2007                     | Salvador Ros Lorente            | PP             | 14/06/2003        | --           |
| 2007–2011                     | Vicente Huesca Argente          | PSPV-PSOE      | 16/06/2007        | --           |
| 2011–2015                     | Estela del Carmen Darocas Marín | PP             | 11/06/2011        | --           |
| 2015–2019                     | Estela del Carmen Darocas Marín | PP             | 13/06/2015        | --           |
| 2019-2023                     | Estela del Carmen Darocas Marín | PP             | 15/06/2019        | --           |
| Des de 2023                   | n/d                             | n/d            | 17/06/2023        | --           |
| Fonts: Generalitat Valenciana |                                 |                |                   |              |

## Monuments

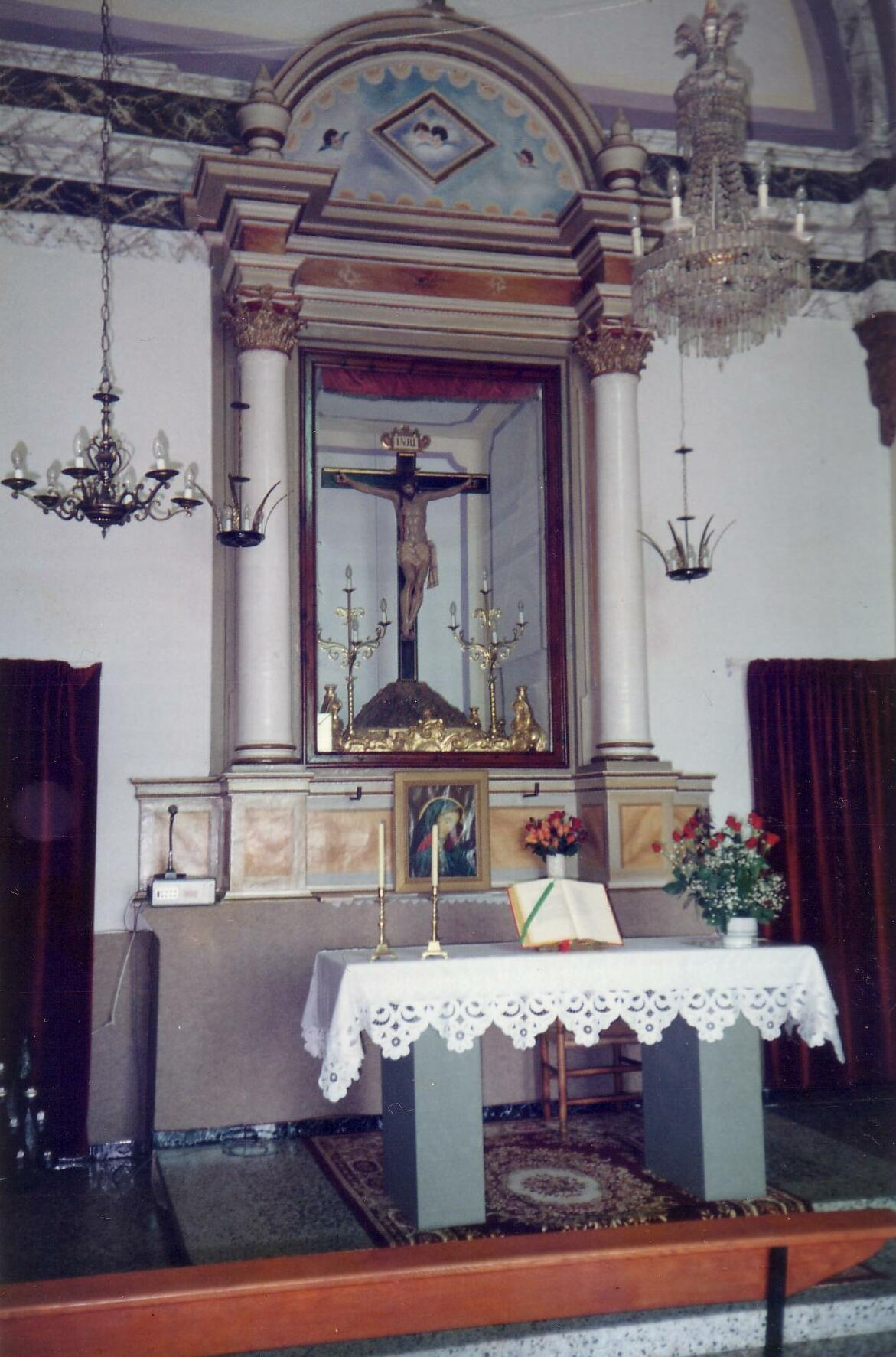
Interior de l'ermita del Crist de la Salut.

- Església de l'Assumpció. Reconstruïda en el segle xviii, concretament les obres van finalitzar l'any 1756.[4] Campanar aixecat en 1950 sobre la primitiva torre barroca. Es pot visitar el seu Museu Parroquial. Té una estructura neoclàssica, que es barreja amb una ornamentació rococó. La planta és de creu llatina, amb capelles laterals entre els contraforts, la coberta de volta de mig canó, amb llunetes i cúpula al creuer. Al presbiteri té un magnífic retaule de fusta tallada.
- Ermita del Crist de la Salut. L'ermita, situada a l'est de la població, en un monticle d'una elevació pròxima als 200 m., va ser manada construir al segle xviii per Paula Calatayud, esposa de D. Baltasar Pérez, els cossos dels quals van ser enterrats després de la seua mort al Temple parroquial, concretament als peus de la patrona, la Mare de Déu del Remei, a l'antiga ubicació de la seua capella. L'ermita que ara coneixem és conseqüència de l'ampliació duta a terme l'any 1928, sent inaugurades les obres el dia 30 d'agost d'aquell any. La seua construcció consta d'una sola nau amb pilastres, arcs de mig punt i volta de canó en la nau central, sobre un arc tranquil a la sagristia. Té espadanya sobre la porta d'entrada. Al presbiteri podem veure un bell retaule d'estil neoclàssic, en la fornícula central queda albergada la imatge del Santíssim Crist de la Salut. 
 L'actual imatge del Santíssim Crist de la Salut és rèplica de la que va ser donada per Sant Joan de Ribera al segle xvii amb motiu de la seua visita pastoral a la població l'any 1606, sent destruïda l'any 1936, la qual cosa va suposar que la devoció i el fervor dels navarresins i navarresines al Santíssim Crist de la Salut, es manifestessin l'any 1940 amb l'encàrrec i sufragi de l'actual imatge, que està elaborada en fusta policromada.
- El Castell. Aixecat pot ser aprofitant els fonaments d'una fortalesa del Bronze, les ruïnes de la qual es troben molt a prop. No queden d'ell més que alguns llenços i part de dues torrasses.
- Abribador de los moros.
- La Tinaja. Almodí d'origen àrab.
- Font de la Marquesa o de Los 24 chorros. Més de dos-cents anys d'antiguitat.
- Autèntics tresors d'art prehistòric en: Las Fuentes, Abrigo del Garrofero (pendents de declaració de Patrimoni de la Humanitat), cova del Barbero, Las Carasetas (deu figuracions de cares humanes suposadament del Bronze).

## Llocs d'interés
- Ceja del Rio Grande. El gorg característic que forma el riu és un lloc procliu a la pràctica del turisme actiu i de naturalesa. Este paratge atrau persones que practiquen l'excursionisme, el barranquisme, les tècniques verticals de muntanya i l'espeleologia.
- Presa d'Escalona. En el nord-oest de terme municipal de Navarrés es troba la Presa d'Escalona, que rep aigua del riu Escalona, afluent del Xúquer, i recipient natural en el qual confluïxen les aigües del Riu Grande, del riu Fraile i el Ludey.
- Avenc de les Graelles. Declarat Lloc d'Importància Comunitària (LIC).

## Festes i celebracions
- Sant Antoni. Amb tradicional foguera, "torrà" de carn i embotit, balls, jocs populars, etc.
- Setmana Cultural. La primera setmana d'agost amb activitats esportives, culturals, lúdiques, etc.
- Festes Patronals. Del 8 al 12 d'octubre en honor del Crist de la Salut i la Verge del Remei. Les celebracions abasten des de les processons, plenes de gran devoció; les actuacions musicals, balls, cercaviles, concerts, ball i dansa clàssica; Corals; exposicions d'artesania locals i foranes; fires artesanals; competicions esportives (futbol, raspall, tir al plat, escacs, etc.); ofrenes de flors; parcs infantils; teatre; focs artificials; concursos gastronòmics, etc.

## Fills il·lustres
- Joan Baptista Humet (Navarrés, 1950 - Barcelona, 2008) Cantant.